# لوکاس پستلبرگر
لوکاس پستلبرگر (آلمانی: Lukas Pöstlberger؛ زادهٔ ۱۰ ژانویهٔ ۱۹۹۲) دوچرخه‌سوار اهل اتریش است.
از باشگاه‌هایی که در آن رکاب زده‌است می‌توان به بورا–هانسگروهه، و بورا–هانسگروهه، اشاره کرد.